# Факультет міжнародного та європейського права Національного юридичного університету імені Ярослава Мудрого
Факультет міжнародного та європейського права Національного юридичного університету імені Ярослава Мудрого (до 15 березня 2014 року – «Факультет підготовки юристів для Міністерства закордонних справ України» /№7/, до 1 січня 2024 року – Міжнародно-правовий факультет) — один з факультетів Національного юридичного університету імені Ярослава Мудрого. Створений у 1998 році на початку для підготовки юристів для роботи в МЗС України.

## Історія
Факультет (початкова назва — Факультет підготовки юристів для Міністерства закордонних справ України) був заснований 1 грудня 1998 року. Його очолив доцент, кандидат юридичних наук Самощенко Ігор Вікторович, який й понині є деканом факультету. 
На факультеті здійснюється підготовка фахівців за такими спеціальностями:
- 081 «Право» (денна форма навчання);
- 293 «Міжнародне право» (денна та заочна форми навчання);
- 291 «Міжнародні відносини, суспільні комунікації та регіональні студії» (денна форма навчання).

Станом на 1 вересня 2024 року на факультеті навчалося понад 1100 студентів. Освіта може здобуватися як за рахунок державного бюджету (державне замовлення), так і на контрактній основі (за кошти фізичних та юридичних осіб).

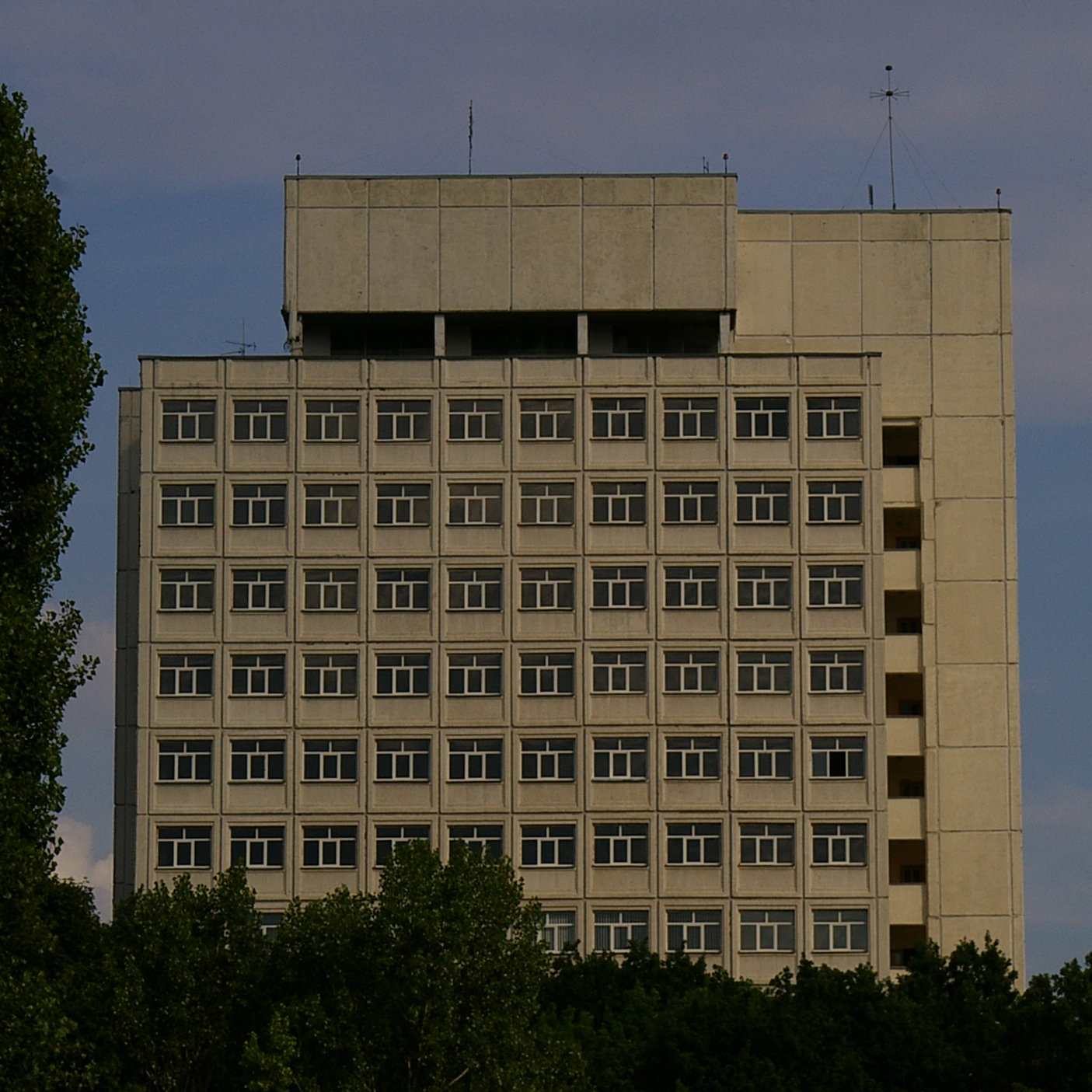
Корпус на Динамівській, де раніше розташовувався факультет.

## Навчальний процес
Підготовка студентів відбувається за спеціальностями: 081 "Право", 291 "Міжнародні відносини, суспільні комунікації та регіональні студії" та 293 "Міжнародне право". 
Навчальний план студентів факультету суттєво відрізняється від планів інших факультетів університету через присутність спеціальних дисциплін з міжнародного права. Студенти факультету на вибір вивчають такі іноземні мови: англійську, іспанську, німецьку, французьку. Протягом 5 років вивчається основна іноземна мова та протягом двох років — додаткова. 
Метою спеціальності є підготовка фахівців, здатних вирішувати завдання та практичні проблеми у сфері міжнародних відносин і зовнішньої політики.

## Наукова діяльність та студентські ініціативи
Факультет активно підтримує студентську наукову діяльність. Багато студентів є учасниками наукових гуртків, зокрема гуртка з міжнародного права. За підтримки викладачів факультету створено команди, які регулярно беруть участь у міжнародних правових змаганнях, зокрема: Конкурсах Центрального і Східно-Європейського наукового судового процесу, у судових змаганнях з міжнародних спірних питань імені Телдерса (Нідерланди) та імені Джессопа (США).
Студенти факультету також беруть участь у Всеукраїнських і міжнародних конференціях, міжвишівських олімпіадах, наукових обмінах за програмами: імені Фулбрайта (США), Конрада Аденауера (Німеччина), парламентарні програми "Канада-Україна" та у діяльності Європейської асоціації студентів-юристів (ELSA).
В результаті співпраці факультета з Тюбінгенським університетом Еберхарда Карла була створена українсько-німецька школа Центру європейського порівняльного права.  
Також ФМЄП має своє студентське самоврядування (Рада факультету). Голова Ради (на момент 7 лютого 2025 року) — Ковбасюк Єлизавета. 
Факультет також долучився до організації Вікімарафону 2025 в НЮУ ім. Ярослава Мудрого.

## Відомі випускники
Серед випускників факультету є такі особистості, як:
А. Жук (випускник 2002 р.) – суддя Верховного Суду,
М. Авдєєва (2003) – член правління Асоціації випускників університету,
Р. Андарак (2003) – віцепрезидент Представництва України в Європейському Союзі (Брюссель, Бельгія),
Є. Бойченко (2003) – адвокат Страсбурзької колегії адвокатів (Франція),
О. Карасевич (2003) – заступник Постійного представника України при Раді Європи (м. Страсбург, Франція),
О. Кравець (2003) – Консул Генеральної Ради в Мюнхені (Німеччина),
О. Плодистий (2003) – Генеральний консул України в Гданську (з 2021)
О. Воронін (2004) – Голова Ради України в Салоніках (Греція),
В.Овечкін (2005) – перший заступник голови Одеської обласної адміністрації,
Д. Камков (2006) – Тимчасовий Генеральний консул України в Гуанчжоу (КНР),
О. Пушкін (2020) – Генеральне консульство України в Шанхаї (Китай),
А. Колісник (2019) – депутат Верховної Ради України,
М. Красноборова – Прокурор зі зв’язку для Євроюсту, радник Посольства України в Нідерландах.